# Novembre 1822

## Événements
- 7 novembre : les Ottomans assiègent Missolonghi, qui résiste jusqu’au 13 janvier 1823.

- 8 novembre : les loyalistes portugais échouent à forcer le siège de Salvador à la bataille de Pirajá[1].

- 14 novembre, France : considéré comme moralement complice dans le complot Berton dirigé contre les Bourbons, Benjamin Constant est condamné en cour d’assises à une amende et à six semaines de prison.

- 24 novembre : victoire royaliste sur l'armée indépendantiste colombienne de Sucre à la première bataille de la Cuchilla de Taindala[2].

- 30 novembre : Abd ar-Rahman succède à son oncle Mulay Slimane comme sultan du Maroc[3] (fin en 1859). Il est proclamé héritier à Fès et reçoit la soumission du pays, notamment des chefs berbères. Il prend la direction d’un pays très affaibli et gagné par l’anarchie. Son habileté politique lui permet de rétablir un calme relatif pendant quelques années.

## Décès
- 6 novembre : Claude Louis Berthollet (né en 1748), chimiste français.
- 26 novembre : Karl August von Hardenberg (1750-1822), homme politique prussien.